# Martha Joy Gottfried
Martha Joy Gottfried (Nombre de nacimiento: Martha Joy Young; Glendale, Arizona, 15 de septiembre de 1925 - Coyoacán, México, 10 de enero de 2014) fue una pintora paisajista mexicana de origen estadounidense.

## Biografía

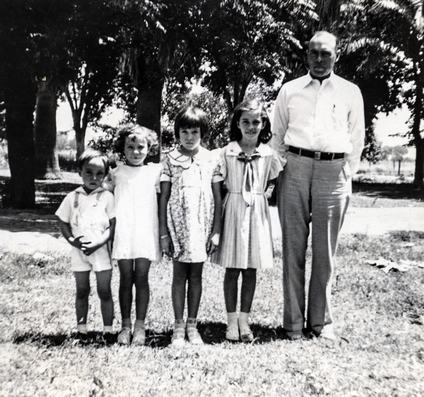
De izquierda a derecha: Samuel, Helen, Mariam, Martha y Samuel Joy, en 1933.

Martha Joy nació el 15 de septiembre de 1925, en Glendale, Arizona. Fue la hija mayor de Samuel Joy y Helen Young. También tuvo tres hermanos: Mariam, Helen y Samuel. Desde niña mostró una fuerte inclinación por la pintura y, de acuerdo con una entrevista, tuvo como primer mentor a “su padre, un granjero de profesión, en cuyos ojos ella pudo apreciar la belleza del paisaje natural que la rodeaba”.

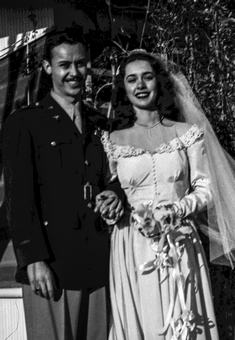
Boda de Martha con Mario Gottfried Gutiérrez en 1945.

Mientras asistía al Colegio Stephens para mujeres, en Columbia, Misuri, conoció a su marido, Mario Héctor Gottfried Gutiérrez, piloto del Cuerpo Aéreo del Ejército estadounidense. Poco después, los dos se casaron el 29 de enero de 1945, en una Iglesia Metodista de Glendale, Arizona. 
Debido a los deberes de su marido, Martha y Mario residieron en los Estados Unidos antes de mudarse a la Ciudad de México en 1945. Estuvieron casados por más de 55 años, que en su mayoría vivieron en Coyoacán, donde criaron a sus cuatro hijos: Mario Héctor, María Elena, Carlos Federico y Martha Cecilia.
En México, como joven madre, solía realizar borradores o acuarelas.  Después, rodeada de un ambiente de famosos artistas y talentosos amigos, empezó a desarrollar sus métodos pictóricos y se volvió partidaria de los paisajes al óleo y temple de huevo.

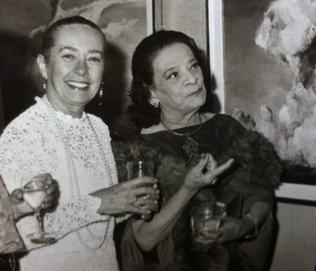
Martha Joy con Irene de Bohus en 1977.

Tomó lecciones con Martha Sauers (1953-1954) y Gordon D. Jones (1955-1956). Posteriormente, estudió en la Academia de San Carlos, desde 1958 hasta 1959, en la Ciudad de México. El escultor Ignacio Asúnsolo fue también uno de sus maestros durante este período.
A través de los años, ella continuó aprendiendo de otros artistas de renombre, entre ellos: Irene de Bohus (1959-1962), Toby Joysmith (1962-1963) y Juan O'Gorman (1963-1965), quien le compartió sus técnicas de temple. Eventualmente, Martha Joy desarrollaría su propio estilo, destacando en numerosos paisajes su particular visión del entorno natural mexicano.
En 1974, la artista presentó su primera exposición individual en una galería del Instituto Mexicano-Americano de Relaciones Culturales, en la Ciudad de México, seguida de múltiples exposiciones durante los próximos años, incluyendo en el Instituto Anglo-Americano de Cultura; Polyforum Cultural Siqueiros (1983); Palacio de Minería (1992) y Museo de la Estampa (1994). También participaría en las Exposiciones de Arte y Cultura en los aeropuertos de la Ciudad de México y Cancún, Quintana Roo. En 2004 expuso en el Palacio de la Escuela de Medicina (2004) y en 2007 en el Club de Industriales, Polanco. Además de sus numerosas muestras, dentro y fuera de México, muchas de sus pinturas han sido subastadas en todo el mundo.

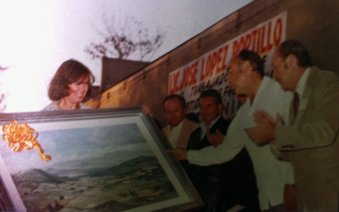
Lic. José López Portillo recibiendo una pintura de Martha Joy en 1976.

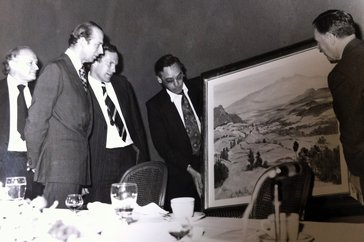
El Duque de Kent recibiendo una pintura de Martha Joy (1978)

Algunas de sus obras fueron adquiridas por instituciones y personajes distinguidos.  En una ocasión, durante una ceremonia de honor montada en Iztapalapa, en 1976, una de sus pinturas del Valle de México fue obsequiada a José López Portillo, quien era candidato presidencial en aquel entonces. También, en diciembre de 1978, una de sus obras fue presentada al Duque de Kent durante un evento realizado por la Cámara de Comercio Británico en México.
Martha Joy es igualmente conocida por ser una pintora con una extensa producción artística. Se estima que alrededor de 700 pinturas fueron creadas por la artista durante el periodo 1969-1979.

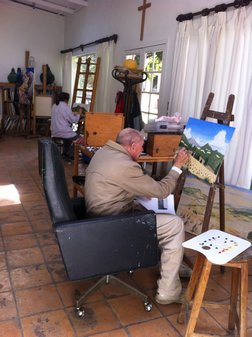
Estudiantes de Martha continúan pintando en su estudio.

Gran parte de su vida y hasta sus últimos días fueron dedicados a la enseñanza en su propio estudio.
A la edad de 88 años, después de una larga lucha contra la insuficiencia renal, Martha Joy murió de un paro cardíaco el 10 de enero de 2014, en la Ciudad de México. 

## Su obra pictórica
Considerada una expresión realista-moderna, la obra de Martha Joy está inspirada en luz, clima y belleza natural en lugares evocativos, como Arizona, Himalaya y, particularmente, México. Su producción artística es muy amplia y está marcada por un fuerte interés en cadenas montañosas, desiertos y majestuosos volcanes, como el Iztaccíhuatl y el Popocatépetl, localizados en la parte central de México. En palabras de la pintora:

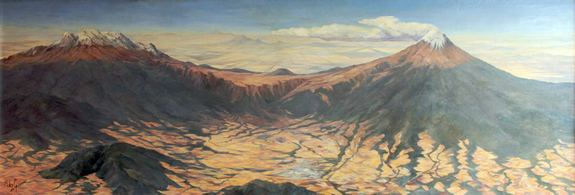
Popocatépetl & Iztaccíhuatl (1997) por Martha Joy.

" La distancia, luz, color, y el efecto vívido de estos elementos sobre una superficie plana con pigmentos, constituye un continuo y agradable reto. Trato de captar la atmósfera de los lugares que considero bellos: las montañas de México y los desiertos son temas que exploro a través de mi pintura; su agreste y difícil terreno, la belleza de las formas y texturas de la tierra, los cambios de color y luz, así como las sombras, son un magnífico tema para que el pintor disfrute durante toda su vida".

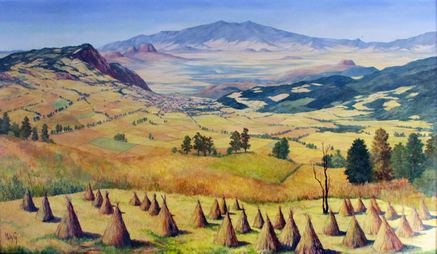
Sonata de Otoño (Topilejo Grande) (1995), por Martha Joy.

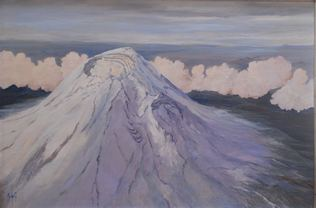
Vuelo sobre el Popo (1994), por Martha Joy.

Motivos constantes en sus pinturas, como el Topilejo y el Valle de México, siempre expuestos en diferentes estaciones o perspectivas, destacan su inclinación por explorar todas las posibilidades del paisaje; de ahí sus múltiples viajes, ya sea por tierra mar o aire, mismos que motivaron a la prensa para denominarla "pintora de todas las estaciones". Durante algunos años estuvo especialmente interesada en realizar "skyscapes", "paisajes vistos desde un avión."  Cabe aquí apuntar que solía utilizar la "Técnica de Ruben", "(...) un boceto monocromático al óleo es realizado en lienzo, justo en locación, y de regreso al estudio pueden terminarse los detalles."

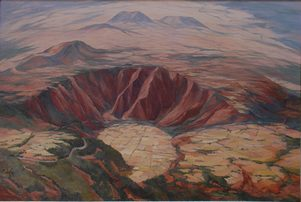
El cantil (1994), por Martha Joy.

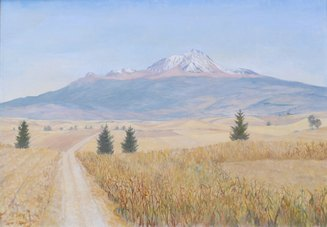
Nevado de Toluca (2008), por Martha Joy.

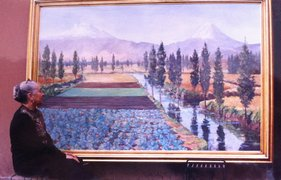
Martha Joy junto a una de sus pinturas, en 1995.

Su trabajo, que incluye cientos de óleos y piezas a gran escala, es significativo para muchos críticos de arte porque, además de presentar interesantes elementos de análisis en términos ecológicos, ofrece "respuestas objetivas al escenario natural".  En dicho sentido, Toby Joysmith afirma que sus pinturas: 
"No presentan problemas intelectuales, conceptos, búsquedas. Se observan sin esfuerzo alguno. La transcripción directa, carente de transformación, siempre dará el puro placer del reconocimiento, como estas pinturas lo hacen indudablemente".

## Ejemplos de obras representativas
- 1980: San Miguel de Allende
- 1987: Norte de Cave Creek
- 1987: Topilejo
- 1989: Verano en Iztaccíhuatl
- 1990: Desparrame urbano
- 1991: Desde Sierra Chincua
- 1992: Popo & Izta
- 1992: Ajusco
- 1994: El Cantil
- 1994: Camino a Yautepec
- 1994: El Cañón del Cobre
- 1994: Vuelo sobre el Popo
- 1994: Aéreo de Anáhuac
- 1994: Valle de Zitácuaro
- 1995: Valle de México Sur II
- 1995: Las supersticiosas, Arizona
- 1995: Donato Guerra
- 1995: Sonata y otoño (Topilejo Grande)
- 1997: Popocatépetl & Iztaccíhuatl
- 1997: Repaso de hogar (Topilejo)
- 1997: Acantilado Rojo
- 2000: Lago Valle de Bravo
- 2004: Pinacate
- 2008: Nevado de Toluca
- 2009: Xitle